# Горини, Гая
 Маддалена Гая Горини  (итал. Maddalena Gaia Gorini ; родилась 8 января 1992 года, Рим, область Лацио, Италия) — итальянская профессиональная баскетболистка, выступающая на позиции разыгрывающего защитника. В настоящее время защищает цвета национальной сборной Италии и польской команды «Сленза Вроцлав».

## Биография
Гая Горини является воспитанницей римской баскетбольной школы, откуда она стала привлекаться в состав национальной сборной различных возрастов. В 2008 году на чемпионате Европы среди кадеток (до 16 лет) завоевала «серебряные» медали. В 17 лет подписала профессиональный контракт с командой элитного дивизиона Италии «Лиоматик» из Умбертиде.
Юниорский чемпионат Европы 2010 года для Гаи прошёл триумфально. Она стала обладательницей «золотой» медали, в сборной, проведя больше всех на площадке (в среднем 26,8 минут), Горини набрала 9,6 очков (1-й показатель в команде), сделала 5,4 подбора (1-й показатель), 3,2 передачи (2-й показатель). В финальном матче против сборной Испании Гая накидала в «корзину» 10 очков, сделала 8 подборов.
12 июня 2012 года в матче со сборной Латвии, в рамках квалификации к чемпионату Европы — 2013, состоялся дебют в «первой» сборной, Гая набрала первые свои 2 очка. На следующий год Горини в составе сборной Италии выступает в финальной части чемпионата Европы во Франции.

### Статистика выступлений за сборную Италии
| Сборная    | Сезон | Место     | Чемпионат | Чемпионат | Чемпионат | Чемпионат |
| Сборная    | Сезон | Место     | Игр       | Очк       | Подб      | Перед     |
| ---------- | ----- | --------- | --------- | --------- | --------- | --------- |
| ЧЕ (до 16) | 2008  | 2         | 8         | 9,6       | 5,4       | 2,4       |
| ЧЕ (до 18) | 2010  | 1         | 9         | 9,6       | 5,4       | 3,2       |
| Ч Е        | 2013  | Квалиф. 8 | 6         | 2,8 1,2   | 1,7       | 0,5 0,7   |

## Достижения
- Чемпион Европы среди юниорок: 2010
- Серебряный призёр Европы среди кадеток: 2008